# Real Unión Deportiva
La Real Unión Deportiva fou un antic club de futbol espanyol de la ciutat de Valladolid.
Va néixer amb el nom Unión Deportiva Luises. L'any 1928 es fusionà amb Club Deportivo Español per formar el Real Valladolid CF.

## Referències

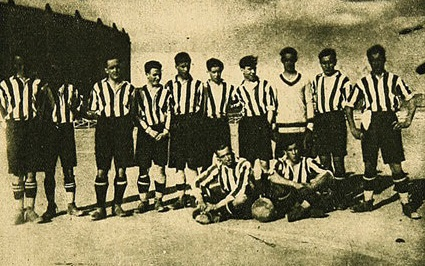
Real Unión Deportiva el 1927.